# 美山千香士
美山 千香士（みやま ちかし、1979年（45 - 46歳） - ）は、日本の現代音楽の作曲家。滋賀県大津市出身。

## 略歴
国立音楽大学、同大学院を卒業。バーゼル音楽院ナッハディプロム、バッファロー大学博士号。日本では、Pure Dataを広めた先駆者として知られている。ミュージカルインターフェイスデザイナーとして、数々の論文を発表。SEAMUSやICMCなどより論文が出版されている。現在、ケルン音楽大学講師。

## 代表的な作品
- Angry Sparrow for seven eyes (2008)
- Modulations (immersive ed.) for SATOSphere (2017)
- Liquid Flame for Peacock and multimedia system	(2018)

## 著書
- Pure data : チュートリアル&リファレンス[9]